# Annona scandens
Annona scandens este o specie de plante angiosperme din genul Annona, familia Annonaceae, descrisă de Friedrich Ludwig Diels. Conform Catalogue of Life specia Annona scandens nu are subspecii cunoscute.